# شارل أودينو
الفريق شارل نيكولا فيكتور أودينو الدوق الثاني لريجيو (1791 بار لو دوك - 7 يونيو/ حزيران 1863) والابن الأكبر للمارشال في جيش نابليون الأول نيكولا أودينو [الإنجليزية] من زواجه الأول بشارلوت درلين، أيضاً ذات مهنة عسكرية.
خدم في حملات نابليون بين عامي 1809-1814 وتمت ترقيته إلى رائد في عام 1814 عن سلوكه الباسل. على عكس والده كان من الخيالة وبعد التقاعد خلال السنوات الأولى من استعادة البوربون أدار مدرسة سلاح الفرسان في سومور (1822-1830) وكان المفتش العام لسلاح الفرسان (1836-1848).
يعرف أودينو أساسا بقيادته للحملة الفرنسية التي حاصرت وسيطرت على روما في عام 1849 والقضاء على الدولة الثورية قصيرة الأجل الجمهورية الرومانية وإعادة بناء السلطة الزمنية للبابا بيوس التاسع، تحت حماية من القوات الفرنسية. نشر موجزاً لما حدث لاحقاً يعرض وجهة النظر الفرنسية من الأحداث. بعد انقلاب لويس نابليون في 2 ديسمبر/ كانون الأول 1851، لعب دوراً بارزاً في المقاومة لصالح الجمهورية الفرنسية الثانية وتقاعد من الحياة العسكرية والسياسية على الرغم من بقائه في باريس.
إلى جانب مذكراته الموجزة عن عملياته الإيطالية في 1849، كتب العديد من الأعمال الأكثر تخصصاً في الرتب والأوامر العسكرية واستخدام الجنود في الأشغال العامة وإسكان الفرسان على نحو سليم: Aperçu historique sur la dignité de marechal de France (1833); Considérations sur les ordres militaires de Saint Louis, &c. (1833); L'Emploi des troupes aux grands travaux d'utilité publique (1839); De la Cavalerie el du casernement des troupes à cheval (1840); Des Remontes de I'armée (1840).

## وصلات خارجية
- شارل أودينو على موقع الموسوعة البريطانية (الإنجليزية)

- الموسوعة البريطانية 1911 "شارل نيكولا فيكتور أودينو"